# Rimnersvallen
Das Rimnersvallen (kurz: Vallen) ist ein Fußballstadion mit Leichtathletikanlage in der schwedischen Stadt Uddevalla. Es ist die Heimspielstätte der schwedischen Fußballvereine IK Oddevold, Uddevalla IS und IK Rössö Uddevalla.

## Geschichte
Der Bau der Anlage wurde 1921 begonnen und 1923 abgeschlossen. Am 5. Mai des Jahres wurde die Eröffnung gefeiert. Für die in Schweden stattfindende Fußball-Weltmeisterschaft 1958 wurde es modernisiert. Bei der WM fand am 8. Juni 1958 das Gruppenspiel Brasilien gegen Österreich (3:0) im Vallen statt.
In der Saison 1996 der Fotbollsallsvenskan war der IK Oddevold erstklassig und der Verein trug seine Spiele im Rimnersvallen aus. Dafür wurde Stadion der Anforderungen der Liga angepasst.
Im Juni 2022 wurde das Bauunternehmen Peab mit der Renovierung des Rimnersvallen beauftragt. Im umgebauten Stadion sollen sich auf drei Tribünen 4000 Sitzplätze verteilen. Der Vertrag mit der Gemeinde Uddevalla hat ein Volumen von 211 Mio. SEK (rund 19,8 Mio. €). Entworfen wurde der Neubau von Sweco Architects. Das Ziel ist die Anpassungen an die Standards für die schwedischen Leichtathletik-Meisterschaften, Fußballspiele der zweitklassigen Superettan und die Barrierefreiheit für den Parasport. Es wird eine neue Flutlichtanlage installiert. Das Stadion soll voraussichtlich im Herbst 2023 fertiggestellt werden.

## Fakten
- Die Publikumskapazität beträgt 10.605 Menschen. Von diesen Plätzen sind 3.000 Sitzplätze.
- Der Publikumsrekord mit 17.778 Zuschauern stammt vom Weltmeisterschaftsspiel Brasilien gegen Österreich. Für reguläre Ligaspiele ist der Rekord 10.605 und stammt vom Erstligaspiel IK Oddevold gegen IFK Göteborg aus der Saison 1996.
- Maße des Spielfeldes: 105 × 65 Meter
- Neben der Rasenfläche verfügt das Stadion über eine Kunststoffbahn (sechsspurige Leichtathletikanlage), drei Weitsprunggruben und eine Anlage für jeweils Hoch- und Stabhochsprung.